# Municipio de Crockery
El municipio de Crockery (en inglés: Crockery Township) es un municipio ubicado en el condado de Ottawa en el estado estadounidense de Míchigan. En el año 2010 tenía una población de 3960 habitantes y una densidad poblacional de 45,78 personas por km².

## Geografía
El municipio de Crockery se encuentra ubicado en las coordenadas 43°4′39″N 86°5′6″O / 43.07750, -86.08500. Según la Oficina del Censo de los Estados Unidos, el municipio tiene una superficie total de 86.5 km², de la cual 84.03 km² corresponden a tierra firme y (2.85%) 2.47 km² es agua.

## Demografía
Según el censo de 2010, había 3960 personas residiendo en el municipio de Crockery. La densidad de población era de 45,78 hab./km². De los 3960 habitantes, el municipio de Crockery estaba compuesto por el 96.41% blancos, el 0.53% eran afroamericanos, el 0.4% eran amerindios, el 0.43% eran asiáticos, el 0.05% eran isleños del Pacífico, el 0.66% eran de otras razas y el 1.52% pertenecían a dos o más razas. Del total de la población el 2.55% eran hispanos o latinos de cualquier raza.